# Манукян, Диран
Лео́н Парсе́г Дира́н Манукя́н (фр. Léon Parsegh Diran Manoukian, 22 марта 1919, IX округ Парижа — 5 мая 2020, Шатонёф-Грас) — французский хоккеист (хоккей на траве), полевой игрок. Участник летних Олимпийских игр 1948, 1952 и 1960 годов.

## Биография
Диран Манукян родился 22 марта 1919 года в Париже.
Начал заниматься хоккеем на траве во время учёбы в школе. В 1937—1962 годах играл за «Стад Франсез» из Парижа. В его составе девять раз выигрывал чемпионат Франции, два раза — Кубок Франции.
В 1940 году был впервые приглашён в сборную Франции на летние Олимпийские игры в Токио, однако они были отменены из-за Второй мировой войны.
Во время войны участвовал в сражениях на Сомме и в Нормандии. Параллельно продолжал играть в хоккей.
В 1948 году вошёл в состав сборной Франции по хоккею на траве на летних Олимпийских играх в Лондоне, поделившей 10-12-е места. Играл в поле, провёл 4 матча, мячей не забивал.
В 1952 году вошёл в состав сборной Франции по хоккею на траве на летних Олимпийских играх в Хельсинки, поделившей 9-12-е места. Играл в поле, провёл 1 матч, мячей не забивал.
В 1955 году завоевал бронзовую медаль хоккейного турнира Средиземноморских игр в Барселоне.
В 1960 году вошёл в состав сборной Франции по хоккею на траве на летних Олимпийских играх в Риме, занявшей 10-е место. Играл в поле, провёл 1 матч, мячей не забивал.
В течение карьеры в составе сборной Франции сыграл на 70 международных турнирах.
Также занимался автоспортом, в 1957 и 1958 годах участвовал в ралли Монте-Карло на подержанном Citroёn.
После окончания карьеры тренировал юношеские хоккейные команды «Стад Франсез».
В 1967 году был награждён золотой медалью клуба «Стад Франсез».
Умер 5 мая 2020 года во французской коммуне Шатенёф-Грасс.